# Protium crassipetalum
Protium crassipetalum es una especie de árbol de la familia Burseraceae, nativa de la Amazonia.
Alcanza 10 m de altura. Su fruto es globoso u ovoide, de 23 a 28 mm de longitud por 15,2 a 19,2 mm de largo, rojo al madurar y tiene un arilo esponjoso blanco comestible.